# شهرستان کالمن (آلاباما)
شهرستان کالمن، آلاباما (به انگلیسی: Cullman County, Alabama) شهرستانی در ایالات متحده آمریکا است که در آلاباما واقع شده‌است.

## خصوصیات
شهرستان کالمن ۱٬۹۵۵٫۴۵ کیلومترمربع مساحت دارد.